# Uhrmacherlupe

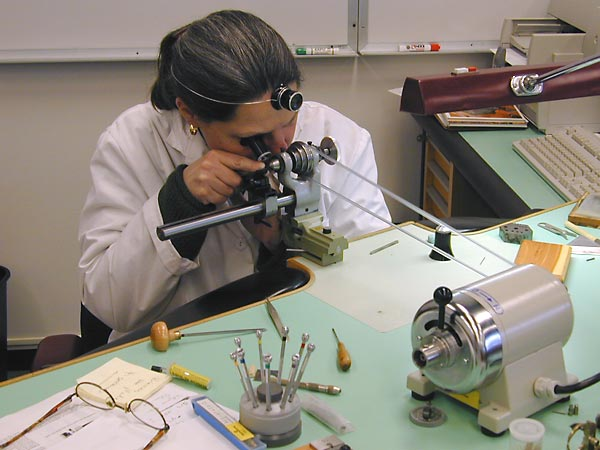
Eine Uhrmacherin mit einer Uhrmacherlupe

Eine Uhrmacherlupe, von Uhrmachern auch Okular genannt, ist eine Lupe, welche auf Grund ihrer Konstruktion in der Höhlung eines Auges mit Muskelkraft eingeklemmt werden kann, um die Hände zum Arbeiten frei zu halten. Der Abstand der Lupe zum Auge wird konstant gehalten, das zu betrachtende Objekt wird durch Heran- bzw. Wegführen „scharfgestellt“. Sie ermöglicht das Arbeiten an und das Kontrollieren von sehr kleinen Teilen (w. z. B. Uhren oder Schmuckstücke).
Uhrmacherlupen werden in unterschiedlichen Vergrößerungen, aus unterschiedlichen Materialien und verschiedenen Linsensystemen hergestellt. Da mit Uhrmacherlupen oft an einem Objekt gearbeitet wird, sollte die Vergrößerung nicht höher sein als notwendig. Der Arbeitsabstand, also der Raum zwischen Lupe und Objekt, verringert sich mit der Vergrößerung.
Für Uhrmacherlupen gibt es Kopf- und Brillenhalterungen, um die Gesichtsmuskulatur zu entlasten.